# Wolfgantzen

Wolfgantzen este o comună în departamentul Haut-Rhin din estul Franței. În 2009 avea o populație de 1.048 de locuitori.

## Evoluția populației
| An        | 1975 | 1982 | 1990 | 1999 | 2006  | 2009  |
| --------- | ---- | ---- | ---- | ---- | ----- | ----- |
| Populație | 409  | 836  | 822  | 972  | 1.029 | 1.048 |